# 제메르송
제메르송 지 제수스 나시멘투(포르투갈어: Jemerson de Jesus Nascimento, 1987년 6월 12일 ~ )는 제메르송(포르투갈어: Jemerson)으로 잘 알려진 브라질의 축구 선수로 포지션은 센터백이다.

## 선수 경력

### 아틀레치쿠 미네이루
제메르송은 2015년 리그 베스트 11 수비수 부분에 선정되었다.

### 모나코
2016년 1월 31일 제메르송은 프랑스의 클럽 AS 모나코로 이적했다.